# 微波爐便當

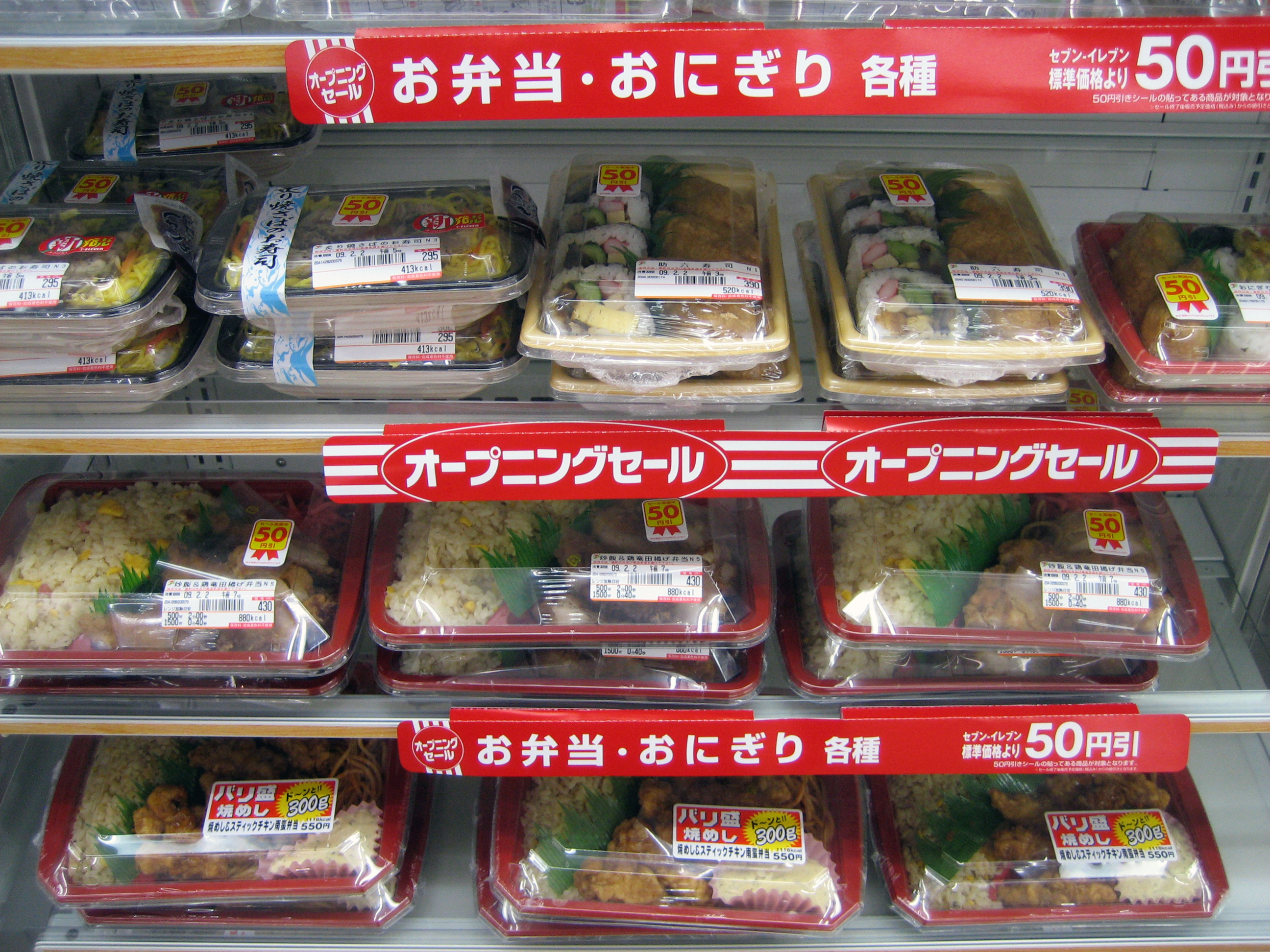
日本7-Eleven便利店的微波爐便當

微波爐便當為市面販售的一種冷飯盒，專門配合用微波爐加熱食用，70年代末開始暢銷於日本的便利商店，現在成為所有亞洲便利商店的基本商品，但是飲食習慣的不同導致西方社會較少出現。